# Estse Onafhankelijkheidsverklaring

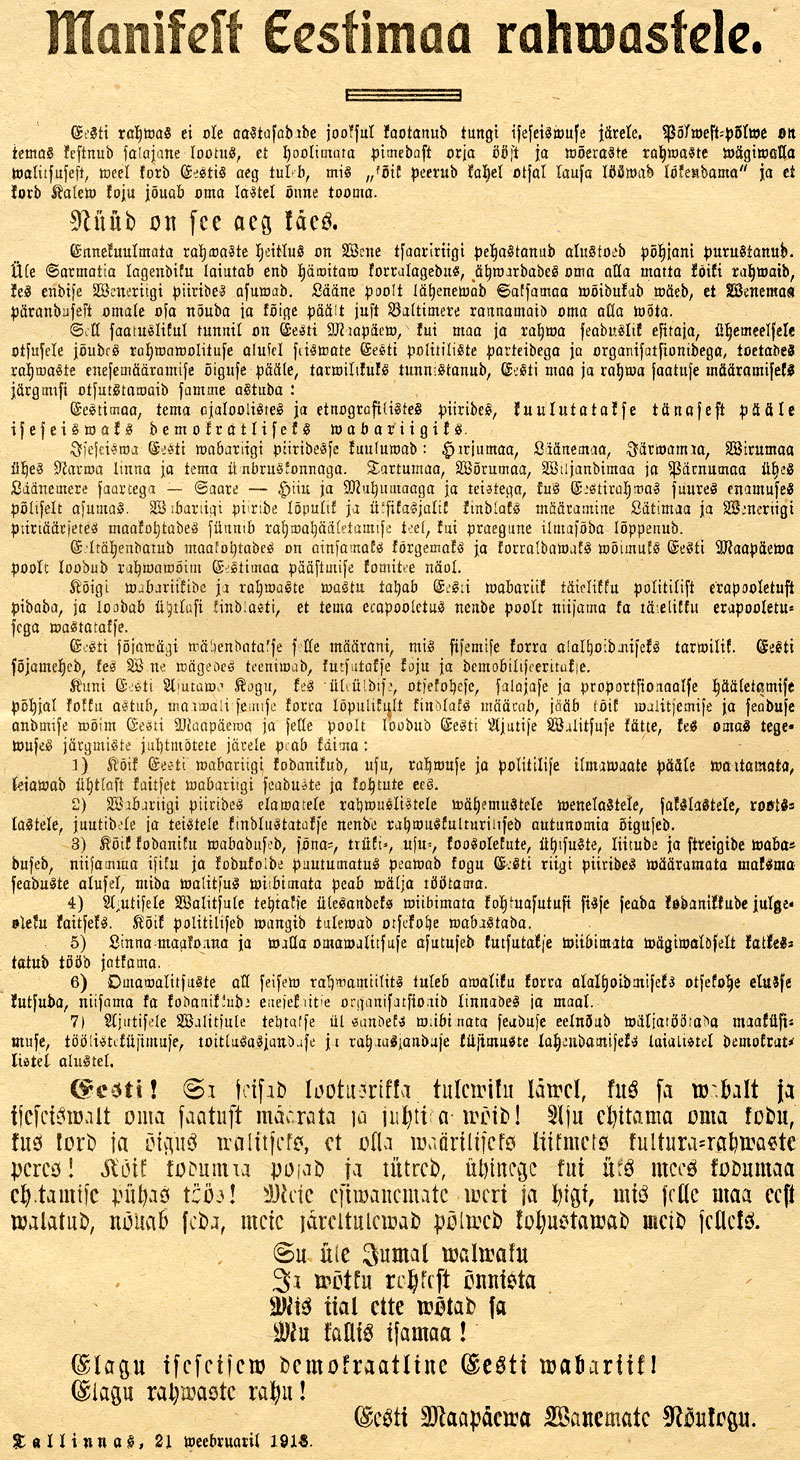
Estse onafhankelijkheidsverklaring

De Estse Onafhankelijkheidsverklaring, ook bekend als het Manifest aan de Volkeren van Estland, is een historisch document dat op 24 februari 1918 werd afgekondigd en de geboorte markeerde van de onafhankelijke democratische republiek Estland. Deze verklaring werd opgesteld te midden van de chaotische omstandigheden van de Eerste Wereldoorlog. 
Het document werd opgesteld door het Reddingscomité, verkozen door de oudsten van de Estse Provinciale Vergadering, en bestond uit vooraanstaande figuren zoals Konstantin Päts, Jüri Vilms en Konstantin Konik. Oorspronkelijk gepland voor afkondiging op 21 februari 1918, werd de verklaring uiteindelijk op 24 februari openbaar gemaakt, te midden van de dreiging van naderende Duitse troepen en terugtrekkende Russische bolsjewieken. De verklaring betekende het begin van de Estse Onafhankelijkheidsoorlog.

## Inhoud
In de verklaring wordt de historische wens van het Estse volk naar onafhankelijkheid benadrukt, die van generatie op generatie levendig was gebleven. Het document beschrijft de context van de Eerste Wereldoorlog, waarbij de Estse Onafhankelijkheidsverklaring fungeerde als een antwoord op de ineenstorting van het Russische tsaristische regime en de opkomende machtsverschuivingen in de regio.
De kern van de verklaring verklaart de oprichting van de "Onafhankelijke Democratische Republiek Estland" binnen historische en etnische grenzen. Het specificeert ook de gebieden die onder de republiek vallen, inclusief steden, provincies en eilanden waar de Esten in grote meerderheid wonen.
De verklaring belooft politieke neutraliteit jegens naburige staten en volkeren, benadrukt gelijke bescherming onder de wet voor alle burgers, en waarborgt culturele autonomie voor etnische minderheden binnen Estland. Het document roept op tot de vorming van een volksmilitie, het vrijlaten van politieke gevangenen en het voortzetten van lokale overheden die onderbroken waren door de oorlogsomstandigheden. 
In het document wordt ook verwezen naar het nationale epos Kalevipoeg.
De afsluitende woorden waren "Moge God over u waken en u overvloedig zegenen, wat u ook onderneemt, mijn dierbaar vaderland".